# Eochaid XII Muigmedoin
Eochaid XII Muigmedoin („Pan Niewolników”) – legendarny król Connachtu z dynastii Milezjan (linia Eremona) jako Eochaid IV Muigmedoin w latach 331-366, na wpół legendarny zwierzchni król Irlandii w latach 358-366. Syn zwierzchniego króla Irlandii Muiredacha II Tirecha („Patrioty”) i jego żony Muirenn ingen Fiachaid, córki Fiachy II Araide, króla Ulsteru. 
Według średniowiecznej irlandzkiej legendy i historycznej tradycji ojciec Muiredach został zabity przez Caelbada mac Cruind Bradrui w Portrigh („Fort Królów”) nad rzeką Dabhall. Ten obejmując zwierzchni tron irlandzki, rządził tylko przez rok. Bowiem Eochaid zemścił się na nim za śmierć ojca. Po czym objął władzę nad Irlandią.
Według sagi "Przygody Synów Eochaida Mugmedona" miał dwie żony. Z pierwszą, Mongfind (Mongfionn), córką Fidacha, miał czterech synów, Briana (Briona), Fiachrę, Aililla, przodka dynastii Uí nAilello, Fergusa oraz córkę Coirpthe, żonę króla Thomondu Conalla Echlúatha. Zaś z drugą żoną Cairenn Chasdub, córką Sachella Balby, króla Sasów, miał najsławniejszego syna Nialla. O Mongfind mówi się, że nienawidziła Cairenn oraz zmusiła ją by wystawiła swe dziecko. Jednak one zostało uratowane i wychowane przez poetę o imieniu Torna. Kiedy Niall dorósł, wrócił do Tary oraz uratował swą matkę z niewoli macochy. Saga "Śmierć Crimthanna mac Fidaig" podaje, że święto Samhain było zwykle nazywane "Świętem Mongfind" oraz że zanoszono modły do niej w przeddzień Samhain.
Po ośmiu latach panowania Eochaid zmarł na chorobę w Tarze. Władzę po nim na Irlandią objął szwagier i król Munsteru Crimthann Mor mac Fidaig, brat Mongfind.